# Barenton-Bugny
Barenton-Bugny település Franciaországban, Aisne megyében. Lakosainak száma 556 fő (2022. január 1.). Barenton-Bugny Aulnois-sous-Laon, Barenton-Cel, Chambry, Grandlup-et-Fay, Laon, Monceau-le-Waast, Samoussy és Verneuil-sur-Serre községekkel határos.

## Népesség
A település népességének változása:
| Lakosok száma | 519  | 578  | 533  | 578  | 556  | 559  | 555  | 557  | 557  | 556  |
|               | 1968 | 1990 | 1999 | 2011 | 2013 | 2016 | 2017 | 2019 | 2020 | 2022 |